# Boophis albilabris
Boophis albilabris is een kikker uit de familie gouden kikkers (Mantellidae). De soort werd voor het eerst wetenschappelijk beschreven door George Albert Boulenger in 1888. De soort behoort tot het geslacht Boophis.

## Leefgebied
De kikker is endemisch in Madagaskar. De soort komt voor in het oostelijke deel van het eiland en leeft voornamelijk in de subtropische bossen van Madagaskar tussen de 100 en 1000 meter hoogte.

## Synoniemen
- Rhacophorus albilabris Boulenger, 1888